# Łupice (województwo lubuskie)
Łupice (niem. Lupitze) – wieś w Polsce, położona w województwie lubuskim, w powiecie wschowskim, w gminie Sława.

## Podział wsi
| SIMC    | Nazwa   | Rodzaj    |
| ------- | ------- | --------- |
| 0913953 | Kaliska | część wsi |

## Historia
Miejscowość pierwotnie związana była z Wielkopolską. Ma metrykę średniowieczną i istnieje co najmniej od końca XIII wieku. Wymieniona w dokumencie zapisanym po łacinie z 1252 jako Lupicza, 1278 Lupiza, 1358 Lupicz, 1445 Lupycz, 1563 Lupycza , 1571 Lupicze, 1610 Lupecza, 1944 Ostweide (Lupitze).
W 1563 wieś leżała w powiecie kościańskim województwa poznańskiego Korony Królestwa Polskiego w parafii Świętopietrze, a od 1610 w parafii Stary Klasztor, obecnie Kaszczor.
Wieś była początkowo własnością książęcą, później rycerską, a następnie należała do Opactwa Cystersów w Przemęcie.
23 czerwca 1252 książę wielkopolski Przemysł I nadał wojewodzie poznańskiemu oraz podkomorzemu Bolesława Pobożnego, komesowi Beniaminowi Zarembie, wsie Łupice, Stary Klasztor, Wieleń oraz zaginioną wieś Obrzycko koło miasta Sława. Uwolnił je jednocześnie od danin: podworowego, stróży, powozu, narzazu i przewodu. 6 stycznia 1278 książęta wielkopolscy Bolesław Pobożny oraz Przemysł II w wystawionym dokumencie lokacyjnym oznajmili, że komes i wojewoda wielkopolski Beniamin przekazał opatowi opactwa cystersów w Paradyżu otrzymane od tych książąt wsie: Wieleń koło Przemętu oraz 7 innych w tym także Łupice oraz m.in. Ciosaniec w celu założenia nowego klasztoru cysterskiego. Książęta przyjeli tę fundację pod opiekę oraz nadali wymienionym w dokumencie wsiom immunitety ekonomiczno-sądowe, a także zezwolili na ich lokację na prawie niemieckim, zwalniając je od ceł oraz obowiązku wypraw wojennych z wyjątkiem obrony kraju.
W 1370 król Polski Kazimierz Wielki potwierdził posiadłości opactwa cystersów w Wieleniu, w tym m.in. własność wsi Łupice, zezwalając jednocześnie na ich lokację na prawie średzkim. Mieszkańcy wymienionych wsi klasztornych mieli podlegać sądownictwu opata, który w sprawach dotyczących wsi miał odpowiadał przed królem
W 1567 nastąpiło rozgraniczenie dóbr Kiebłowo oraz Solec należących do Abrahama Kiebłowskiego od wsi klasztornych w Przemęcie w tym m.in. Łupic.
Wieś odnotowana została w historycznych regestrach podatkowych. W 1563 miał miejsce pobór podatków ze wsi, od 3 łanów, karczmy dorocznej, 6 komorników. W 1566 pobrano podatki od 3 łanów kmiecych, 14 zagrodników z rolami, jednego zagrodnika bez roli, karczmy dorocznej, 4 komorników bez bydła. W 1571 pobór ze wsi płacił opat przemęcki. Został on pobrany od 3 łanów kmiecych, łana sołtysiego, karczmy dorocznej, 11 komorników, 2 rzemieślników. W 1581 opactwo cystersów w Przemęcie zapłaciło pobór z Łupic. W 1610 odnotowano wysokość dziesięciny ze wsi płaconej do kościoła parafialnego w Starym Klasztorze. Płaciło ją 7 kmieci po 2 korce pszenicy oraz dwa korce owsa, a karczmarz po jednym korcu pszenicy i owsa.
Wieś duchowna Łupice, własność opata cystersów w Przemęcie pod koniec XVI wieku leżała w powiecie kościańskim województwa poznańskiego w Rzeczypospolitej Obojga Narodów. 
Po rozbiorach Polski miejscowość wraz z całą Wielkopolską znalazła się w zaborze pruskim. W okresie Wielkiego Księstwa Poznańskiego (1815-1848) miejscowość wzmiankowana jako Łupice należała do wsi większych w ówczesnym powiecie babimojskim rejencji poznańskiej. Łupice należały do kaszczorskiego okręgu policyjnego tego powiatu i stanowiły część majątku Kaszczor, który należał wówczas do rządu Królestwa Prus w Berlinie. Według spisu urzędowego z 1837 roku Łupice liczyły 504 mieszkańców, którzy zamieszkiwali 60 dymów (domostw).
W latach 1975–1998 miejscowość administracyjnie należała do województwa zielonogórskiego.